# Reto Ziegler
Reto Ziegler (Ginebra, el 16 de gener de 1986) és un futbolista suís que juga com a lateral esquerre pel FC Dallas.